# Hugo Strunz
Karl Hugo Strunz (Weiden in der Oberpfalz, 24 febbraio 1910 – Unterwössen, 19 aprile 2006) è stato un mineralogista tedesco.

## Opera
È stato autore delle "Mineralogische Tabellen", in cui ha rielaborato, migliorandolo, il metodo di classificazione dei minerali proposto da James Dwight Dana e Edward Salisbury Dana nel XIX secolo.
Strunz ha aggiunto delle suddivisioni, fondate su criteri cristallochimici, all'interno delle nove classi già indicate dai Dana.